# Raștivka, Starokosteantîniv
Raștivka (în ucraineană Раштівка) este un sat în comuna Velîki Mațevîci din raionul Starokosteantîniv, regiunea Hmelnîțkîi, Ucraina.

## Demografie
Componența lingvistică a localității Raștivka
     Ucraineană (98,77%)
     Rusă (1,23%)
Conform recensământului din 2001, majoritatea populației localității Raștivka era vorbitoare de ucraineană (98,77%), existând în minoritate și vorbitori de rusă (1,23%).